# Froschaubach
Der Froschaubach ist ein linker Zufluss zum Göllersbach bei Großstelzendorf in Niederösterreich.
Der Froschaubach entspringt am südwestlichen Rand des Ernstbrunner Walds und fließt von dort in südlicher Richtung ab. Nach rund eineinhalb Kilometern erreicht er Großstelzendorf, das er fast vollständig verrohrt durchquert. Am Ende der Verrohrung wendet der Bach seinen Verlauf nach Südosten und quert die Nordwestbahn, wo er den Göllersbach erreicht, in den er mündet.